# كهف جلان روكي
كهف جلان روكي (بالإنجليزية: Glen Rocky Cave)‏ هو كهف يقع ضمن أقاليم ما وراء البحار البريطانية في منطقة جبل طارق التابعة للتاج البريطاني.